# Směr
Směr, výrobní družstvo ("Richting, productiecoöperatie") is een Tsjechische fabrikant van speelgoed en kunststof producten. 

## Geschiedenis
Směr werd opgericht in 1952 in het toenmalige Tsjecho-Slowakije. Medio jaren zeventig werden van het Italiaanse bedrijf Artiplast mallen gekocht voor de productie van modelvliegtuigen schaal 1:50. In een aantal gevallen waren de vormdelen identiek aan die van het Amerikaanse bedrijf Aurora uit de jaren vijftig. 
Daarna verschenen 1:72 schaalmodellen van het Franse bedrijf Heller. In 2014 werden oudere mallen gekocht voor schaalmodellen van 1:72 en 1:48, die in de tweede helft van de twintigste eeuw waren vervaardigd door de metaalfabrieken van Prostějov en de gereedschapmakers van de OEZ-fabriek in Jablonné nad Orlicí. 

### Kliklak

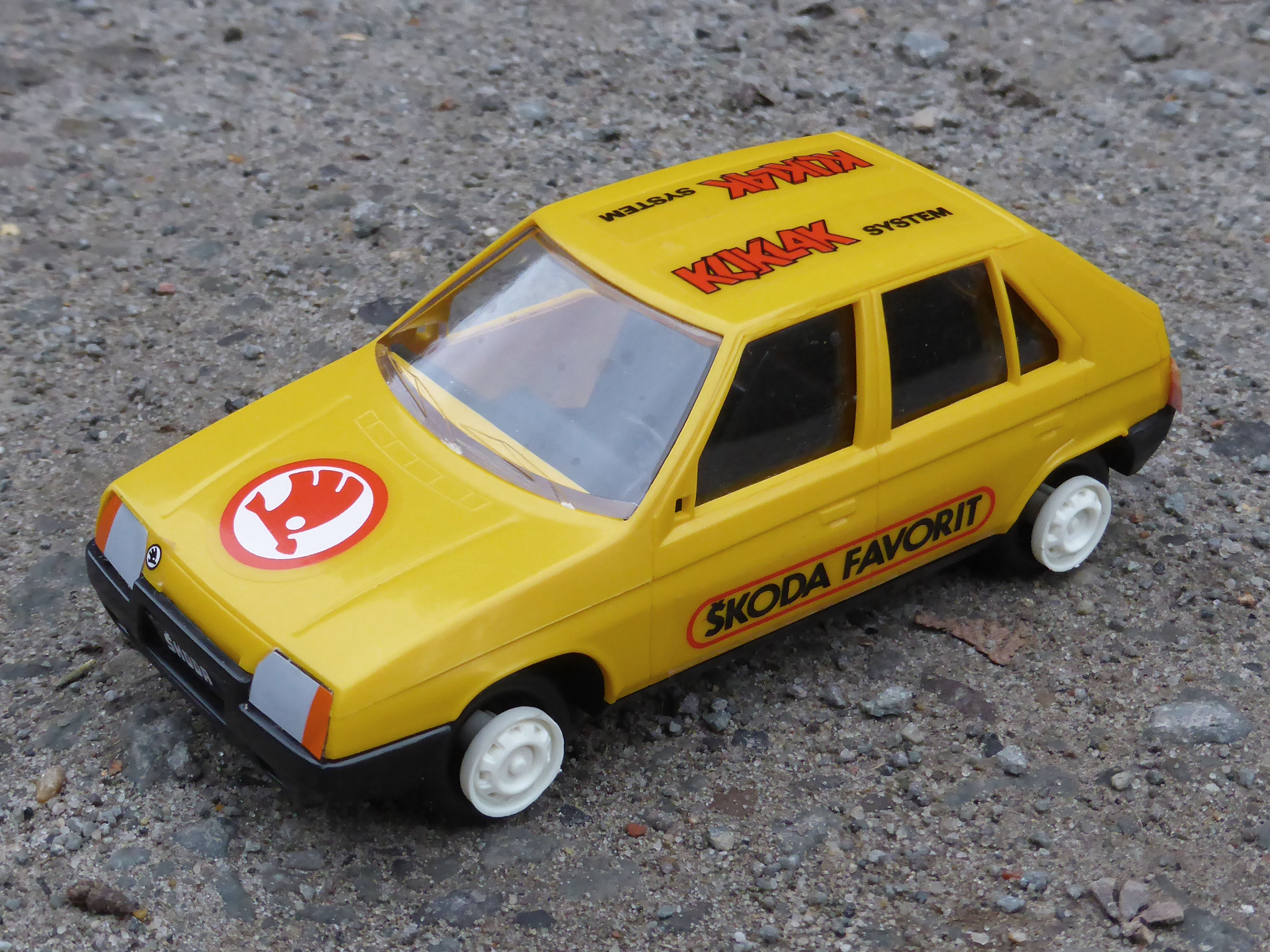
Škoda Favorit uit de Kliklak-serie

Kliklak-system is een serie modelbouwsets die men zelf moest monteren en vervolgens kon beplakken met stickers die ook in het pakket werden meegeleverd. Het was niet nodig om lijm te gebruiken bij de montage, omdat de afzonderlijke delen dankzij flexibele plastic sloten in elkaar pasten. Schilderen was niet vereist omdat de afzonderlijke delen al in de definitieve kleuren werden geleverd. De Kilklak-serie werd door Směr geproduceerd van 1989 tot 2006. De serie bevatte twee versies van de Škoda Favorit en een helikopter.
Naast modelbouwsets maakt Směr ook ander kinderspeelgoed, tassen en folies van plastic.